# Station Droitwich Spa
Droitwich Spa is een spoorwegstation van National Rail in Droitwich Spa, Wychavon in Engeland. Het station is eigendom van Network Rail en wordt beheerd door West Midland Trains. Het station is geopend in 1852.